# Suctobelbella scrofa
Suctobelbella scrofa är en kvalsterart som först beskrevs av Balogh och Sandór Mahunka 1968.  Suctobelbella scrofa ingår i släktet Suctobelbella och familjen Suctobelbidae. Inga underarter finns listade i Catalogue of Life.